# アカビタイムジオウム
アカビタイムジオウム(Cacatua sanguinea)は、オウム科に属する鳥の一種である。オーストラリアとニューギニア南部に分布する。
体色は白い。体長36-39cmで、しばしばモモイロインコも交えて数千匹で群生する。通常は木の上で夜を明かし、耳をつんざくような甲高い鳴き声を発して、早朝に餌を求めて飛び立つ。主に地面上で小麦や大麦等の作物の種子を食べる。そのため、オーストラリアでは害鳥とされており、住処となる木が破壊される。
ピルバラの中央部及び西部のYinjibarndi族の間ではBirdirraとして知られており、ペットとして飼われたり、調理して食べられたりする。綿毛で覆われた皮は、伝統的な儀式や踊りの際に、頭や腕の装飾に用いられる。

## ギャラリー

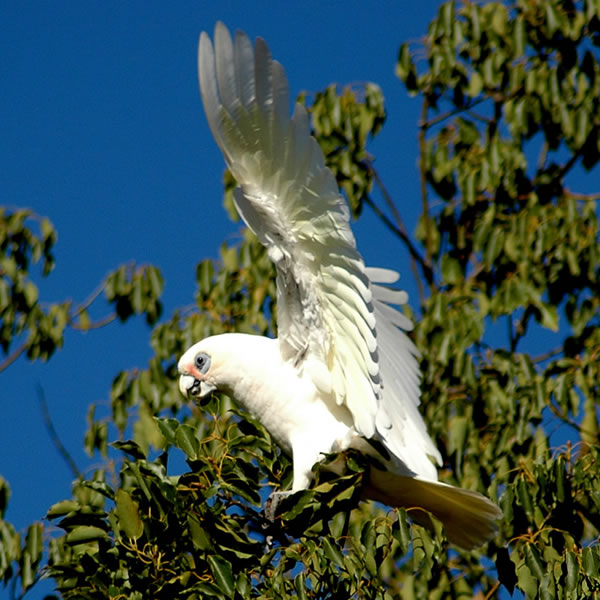
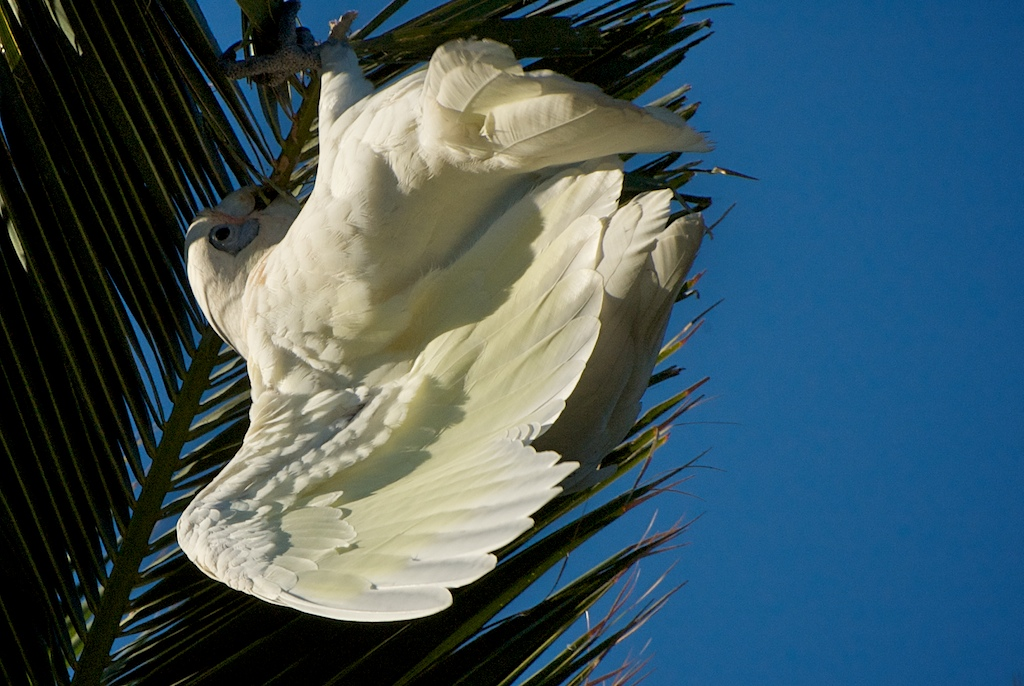
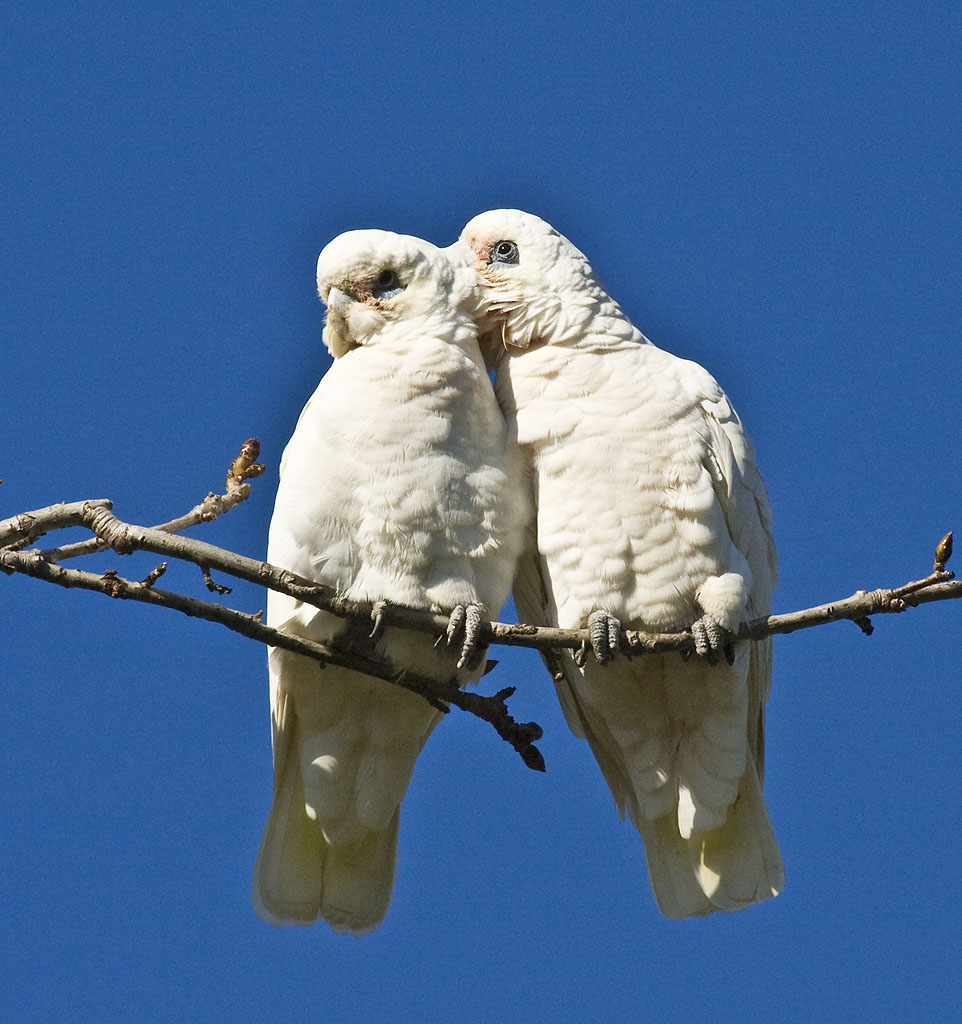
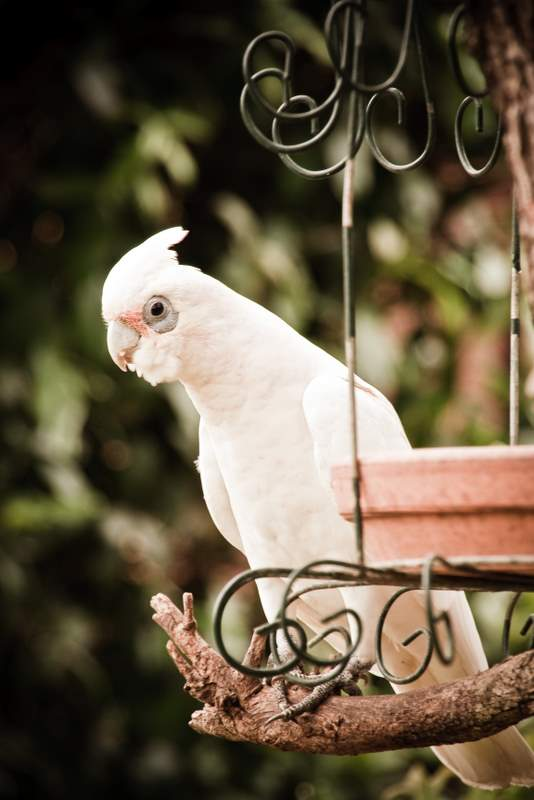